# Florian Hirsch (Footballspieler)
Florian Hirsch (geboren am 25. Oktober 2000 in Wien) ist ein österreichischer American-Football-Spieler, der als Linebacker und Defensive End eingesetzt wird.

## Karriere
Hirsch begann seine American-Football-Laufbahn im Alter von 14 Jahren im Jugendprogramm der Danube Dragons. Später spielte er für die U19-Nationalmannschaft und gewann zwei Europameisterschaften. 2019 er zudem der Kapitän der Junioren-Nationalmannschaft. Während seiner Schulzeit an der Linsly High School in den USA entwickelte er seine Fähigkeiten weiter.
Nach seiner Rückkehr nach Österreich spielte Hirsch für die Danube Dragons und gewann mit diesen 2022 die österreichische Meisterschaft „Austrian Bowl XXXVII“.
Zur Saison 2023 wechselte er zu den ungarischen Fehervar Enthroners in der European League of Football, die ihn nach sieben Wochen entließen. Die letzten vier Spiele der Saison absolvierte er für den Ligakonkurrenten Prague Lions.